# Radha Charan Gupta
Radha Charan Gupta (Jhansi, 13 de agosto de 1935 – Nova Deli, 5 de setembro de 2024) foi um matemático e historiador da matemática indiano.

## Vida e carreira
Gupta nasceu em 14 de agosto de 1935 em Jhansi, no que hoje é Uttar Pradesh. Ele frequentou a escola secundária em Jhansi, mas havia poucas oportunidades localmente para cursar o ensino superior, então ele continuou seus estudos na Universidade de Lucknow com uma bolsa de mérito. Ele se casou com Savitri Devi em 1953, instado por sua família a se casar jovem para que o dote recebido pudesse ajudar a pagar o dote de sua irmã. Ele completou seu bacharelado em 1955 e seu mestrado em 1957.
Para sustentar sua família, Gupta conseguiu um emprego de professor em vez de continuar imediatamente os estudos de doutorado.  Ele foi professor no Lucknow Christian College de 1957 a 1958. Em 1958, ele ingressou no Birla Institute of Technology (BIT) em Ranchi.
Em 1963, ele leu a História da Matemática Hindu de Datta e Singh, interessou-se pela história da matemática e conheceu o historiador matemático T. A. Sarasvati Amma. Mais tarde, ela supervisionou seu Ph.D. na Universidade de Ranchi, que ele terminou em 1971 com a dissertação Trigonometria na Índia Antiga e Medieval.
A partir de 1979, ele foi responsável pelo Centro de Pesquisa de História da Ciência do BIT.  Em 1982, ele foi premiado com o cargo de professor titular na BIT, onde continuou lecionando até a aposentadoria compulsória em 1995. Depois de se aposentar, Gupta continuou sua pesquisa em história matemática.
Gupta morreu em Jhansi em 5 de setembro de 2024, aos 89 anos.

## Obras
Em 1969, Gupta abordou interpolação na matemática indiana. Ele escreveu sobre Govindasvamin e sua interpolação de tabelas de seno. Além disso, ele contribuiu com um artigo sobre o trabalho de Paramesvara: "Regra de Paramesvara para o circunraio de um quadrilátero cíclico".
Em 2019, uma coleção de artigos de Gupta foi publicada como um livro:
- Gupta, Radha Charan (2019).  Ramasubramanian, K., ed. Gaṇitānanda: Selected Works of Radha Charan Gupta on History of Mathematics. [S.l.]: Springer. ISBN 978-981-13-1228-1. doi:10.1007/978-981-13-1229-8